# Tažovice (zámek)
Tažovice jsou tvrz přestavěná na zámek ve stejnojmenné vesnici u Volenic v okrese Strakonice. Původní tvrz ze čtrnáctého století byla v sedmnáctém století přestavěna na barokní zámek, ale dochovaná podoba je výsledkem pozdějších empírových úprav a utilitárních přestaveb. Mezi majitele patřily šlechtické rody Malovců z Malovic a Koců z Dobrše. Zámek je chráněn jako kulturní památka. Nachází se na levém břehu Novosedelského potoka na západním okraji vesnice.

## Historie
První písemná zmínka o Tažovicích pochází z roku 1360. Tvrz ve vesnici byla poprvé zmíněna až roku 1544, ale existovala už ve čtrnáctém století. Nejstaršími známými držiteli vesnice byli Oldřich Tažovec z Ohrazenic a Petr z Tažovic, kteří užívali erb se dvěma vedle sebe položenými klíči. Po roce 1390 byl majitelem Lvík z Tažovic a na počátku patnáctého století žili jeho synové Bohuslav a Oldřich z Tažovic. Posledním známým příslušníkem rodu byl Jan Tažovec z Tažovic připomínaný roku 1445, který však sídlil v Němčicích. Tažovice v roce 1466 patřily Rendlovi z Úšavy.
Okolo roku 1520 v Tažovicích sídlil Václav Chřepický z Madliškovic, který celý statek prodal Petrovi Sedleckému od Dubu. Dalšími majiteli se stali Petrovi synové Jan starší a Jan mladší Sedlečtí, kteří roku 1544 Tašovicemi pojistili věno své matky Magdalény z Cetně. Právě při této příležitosti byla poprvé zmíněna tvrz. Svůj společný majetek si roku 1569 nechali zapsat do desk zemských. Patřily k němu Tažovice se dvorem a tvrzí, Tažovická Lhota a Zvotoky. Když roku 1583 zemřel Jan starší, dohodl se jeho bratr s vdovou Alenou Sedleckou z Malovic, že nebude požadovat bratrovu polovinu panství. Svůj podíl roku 1587 prodal Janu Markvartovi Kocovi z Dobrše, který jej připojil k Ohrazenicím. Alena Sedlecká z Malovic druhou polovinu Tažovic vlastnila až do své smrti. Statek po ní převzal Petr Mikuláš z Malovic, který však musel vypořádat nároky jejích sester, k čemuž mu Alena odkázala peníze.
Petr Mikuláš z Malovic žil ještě v roce 1629 a zanechal po sobě tři syny. Jeho polovinu Tažovic zdědil Jan Dětleb Malovec z Malovic, který svůj majetek odkázal bratrovi Janu Kryštofovi a synům bratra Mikuláše. Když roku 1663 zemřel, zdědily jeho část statku Jan Kryštof a Mikuláš Malovcové. Malovcové o tažovický majetek přišli roku 1669, kdy jej prodali Markétě Voračické z Paběnic, protože neměli dostatek prostředků, aby vyplatili podíly dětí dcery Jana Kryštofa. Markéta o tři roky později zemřela a Jan Kryštof Malovec roku 1680 prodal polovinu Tažovic Janu Kryštofu Kocovi z Dobrše na Ohrazenicích.
Část vsi, která patřila Kocům, byla mezitím oddělena od ohrazenického panství, pro Adama Koce z Dobrše, který roku 1615 zemřel. Jeho dědicem byl syn Jan Markvart. V letech 1628–1629 používal přídomek na Tažovicích Zdeněk Vojslav z Branišova, ale roku 1646 už byl majitelem znovu Adamův syn Jan Markvart, který svou část opět připojil k Ohrazenicím. Celý tažovický statek tak získal až roku 1680 Jan Kryštof Koc. Adam Humprecht Fortunát Koc o rok později Tažovice prodal Františku Eusebiu Khuenovi z Belasy, ale roku 1695 je Kocové získali zpět. Doba přestavby na barokní zámek je nejasná. Podle Památkového katalogu byli inciátory přestavby Malovcové a pánovy z Belasy, ale Emanuel Poche uvádí, že přestavba proběhla až v první čtvrtině osmnáctého století.
Kocové nechali na počátku sedmnáctého století tvrz přestavět na zámek, na který přenesli sídlo panství z Ohrazenic. Tažovice jim poté patřily až do roku 1776, kdy je Jan Markvart prodal Václavovi z Rumerskirchu, aby mohl splatit své dluhy. Roku 1793 zámek koupili manželé Benedikt a Monika z Lobes, kteří nechali provést empírové úpravy. Dalším majitelem se v roce 1825 stal František Šafařík a od roku 1869 rodina Mayerů.
Ve druhé polovině dvacátého století zámek vlastnila Inženýrská dodavatelská organizace továren strojírenské techniky v Praze, která jej upravila na přechodné bydlení pro své zaměstnance. Těmito úpravami došlo k rozsáhlému poškození památkových hodnot zámku i přilehlého parku.

## Stavební podoba
Hlavní zámecká budova je jednopatrová a má dvě křídla. Empírové fasády z doby okolo roku 1800 zanikly při úpravách ve druhé polovině dvacátého století. Na východní straně se nachází nádvoří ohraničené balustrádou, ve kterém je květinová zahrada s kašnou, na níž je umístěn erb Kryštofa Koce a jeho manželky Anny Vojnické z Branišova. Architektonicky řešené zahrada k budově přiléhá i ze západní strany. V parteru je druhá květinová zahrada s kašnou. Na zahradu navazuje kaskáda, nad níž stojí nízký pavilon a dále areál uzavírá ohradní zeď se slepou bránou. Ve středu brány je výklenek s torzem sochy. Francouzský park vedl k označení tažovického zámku jako Versailles v Pošumaví.
Zámecká budova má nároží zdůrazněná bosováním a fasádu člení pilastry. Místnosti v přízemí mají valené klenby nebo valené klenby s výsečemi. Součástí areálu je hospodářský dvůr založený okolo roku 1700.